# Estany solar

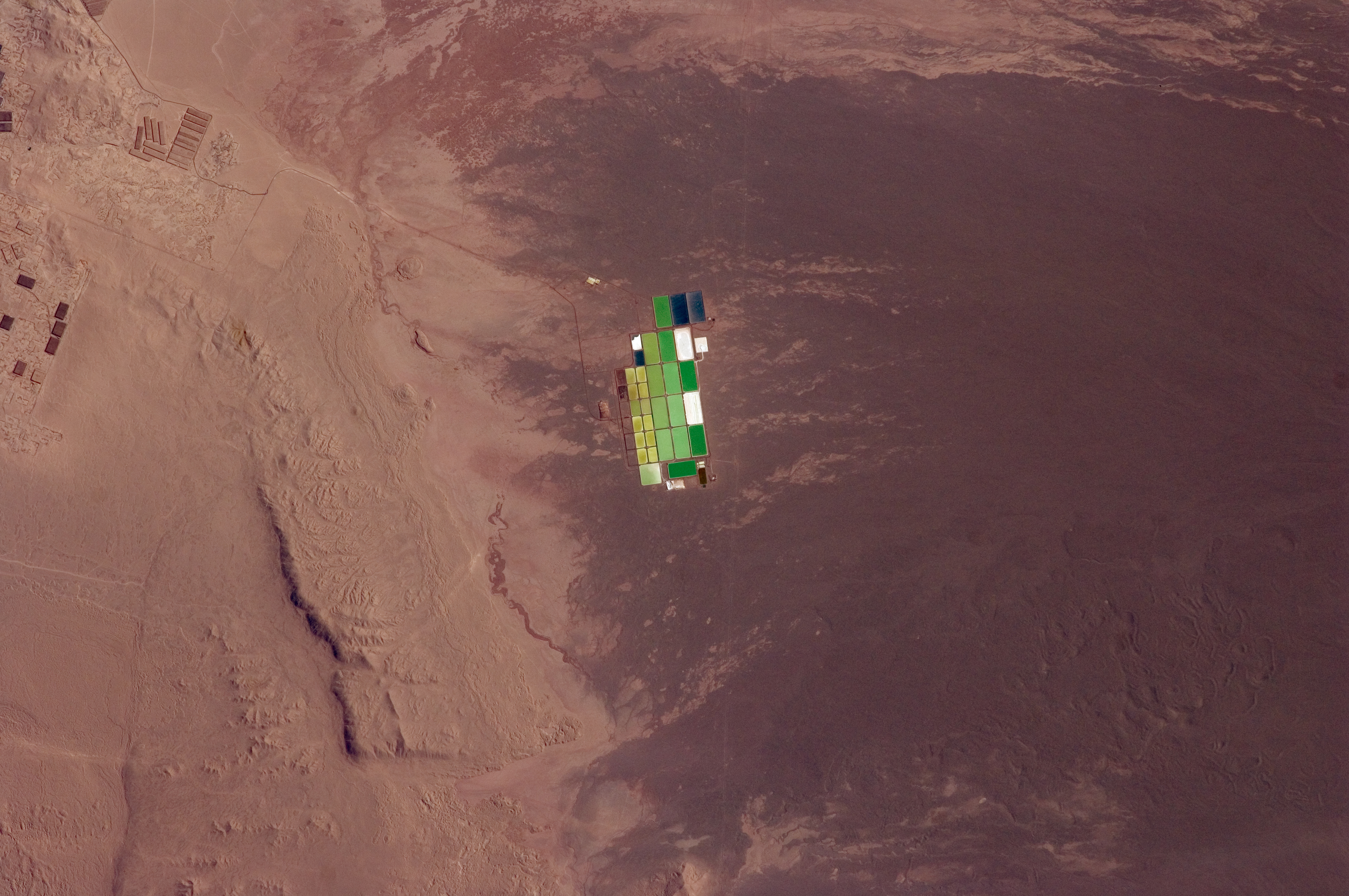
Basses d'evaporació solar en el Desert d'Atacama

Una estany o bassa solar és una piscina d'aigua salada que actua com a captador d'energia tèrmica solar a gran escala mitjançant l'emmagatzematge de la calor integral per la generació d'energia tèrmica. Una bassa solar pot ser utilitzada per diverses aplicacions, com calefacció, Dessalinització, refrigeració, assecatge i generació d'energia solar.

## Descripció
Una bassa solar és senzillament una piscina d'aigua salada que recull i emmagatzema energia tèrmica solar. L'aigua salada naturalment forma un gradient de salinitat vertical també conegut com a "haloclina", on l'aigua de baixa salinitat flota a sobre de l'aigua de salinitat alta. Les capes de solucions de sal augmenten en concentració (i per tant densitat) amb profunditat. Sota una profunditat segura, la solució té una sal uniformement d'alta concentració.
Hi ha 3 capes distintes d'aigua en la bassa:
- La capa superior, el qual té un contingut baix en sal.
- Una capa aïllant intermèdia amb un gradient de sal, el qual estableix un gradient de densitat que impedeix un canvi de calor per convecció natural.
- La capa inferior, el qual té un contingut de sal alt.

Si l'aigua és relativament translúcida, i el fons de la bassa té un alt absorbiment òptic, llavors gairebé tota la radiació solar incident (llum solar) escalfa la capa inferior.